# Rauhalinna
Le château de la paix (en finnois : Rauhalinna) est une villa construite à Sääminki dans la municipalité de Savonlinna en Finlande,.

## Histoire

### Famille Weckman
L’ancienne villa est une maison de vacances, construite par le lieutenant général Nils Erik Weckman en 1900 comme cadeau de noces d'argent pour son épouse. 
Lors de la construction de la villa, Weckman était à la tête du district d'ingénierie de Vilnius. 
Le terrain de la villa a été pris sur les terres du manoir de Lehtiniemi de Sääminki qui appartenaient au père de madame Weckman, le lieutenant-colonel Lönneström.
Nils Weckman a lui-même a conçu la villa avec l'aide de l'architecte Allan Schulman.
Rauhalinna représente une combinaison architecturale unique d'architecture en Finlande de villa russe, de motifs de colonnes arabes et de décorations découpées et moulées de style suisse.
La tour de 30 mètres de hauteur, rappelant un minaret, a été raccourcie dans les années 1920.
Dans la cour il y a une dépendance construite en meme temps que le bâtiment principal. 
Un long parc mène de la villa à la plage. 
La péninsule Rauhaniemi est reliée aux terres du manoir de Lehtiniemi adjacent, dont le bâtiment principal date du milieu du XIXe siècle. 
Près de Rauhalinna, au nord, se trouve Putkinotko, une ancienne ferme où Joel Lehtonen a passé ses étés. 

### Après les Weckman
Rauhalinna appartiendra à la famille Weckman jusqu'en 1924 lorsqu'elle la vendra à l'Association finlandaise des gestionnaires de gare. 
En 1938, le bâtiment est réquisitionné par le ministère de la Défense, et pendant les guerres d'Hiver et de Continuation, il abrite une station d'écoute radio et une base de surveillance aérienne. 
En 1948, Rauhalinna devient une maison de vacances des sous-officiers.
De 1954 a 1965, elle abrite l'école primaire de Tolvaniemi, Sääminki. 
Dans les années 1970, la propriété est passée du ministère de la Défense a la direction des bâtiments de Finlande qui la loue pour des activites touristiques.
En 1973, Rauhalinna Savonlinnan Kylpylaitos Oy y exploite un hôtel et un restaurant.
Aujourd'hui, Rauhalinna est une propriété privée.

## Accès
La villa est longée par la route régionale 468. 

## Galerie

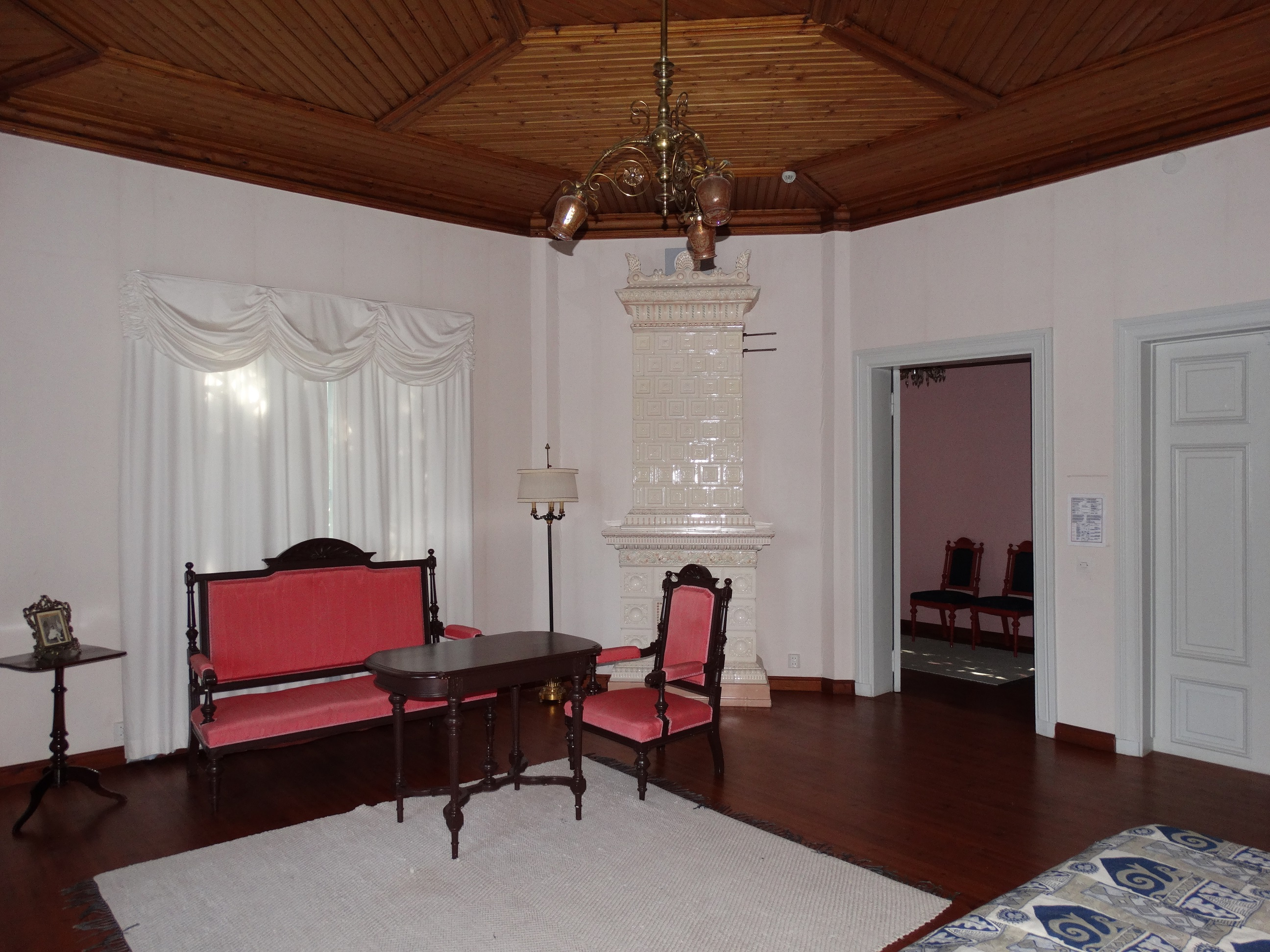
La suite présidentielle.
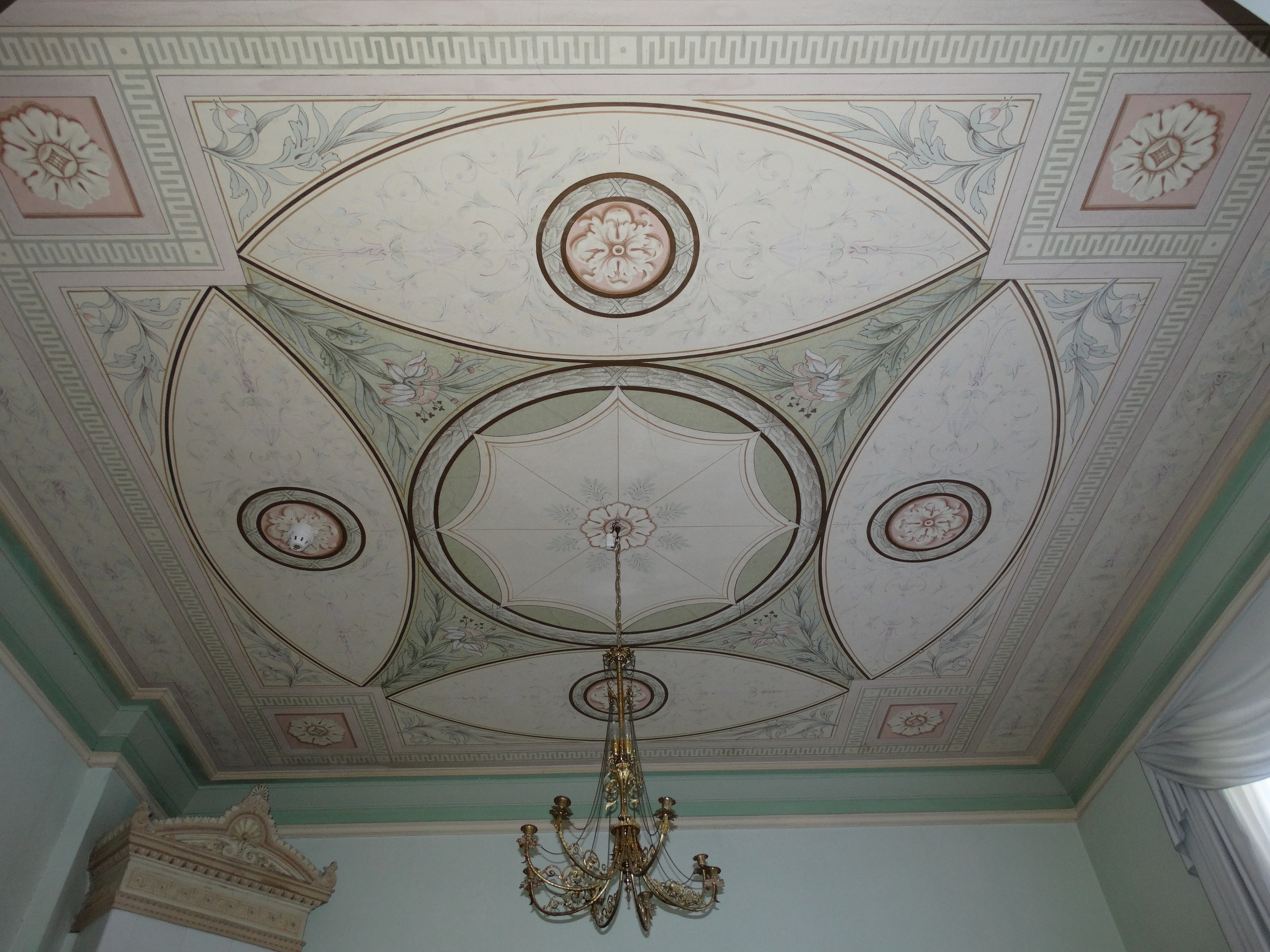
Plafond d'une pièce.
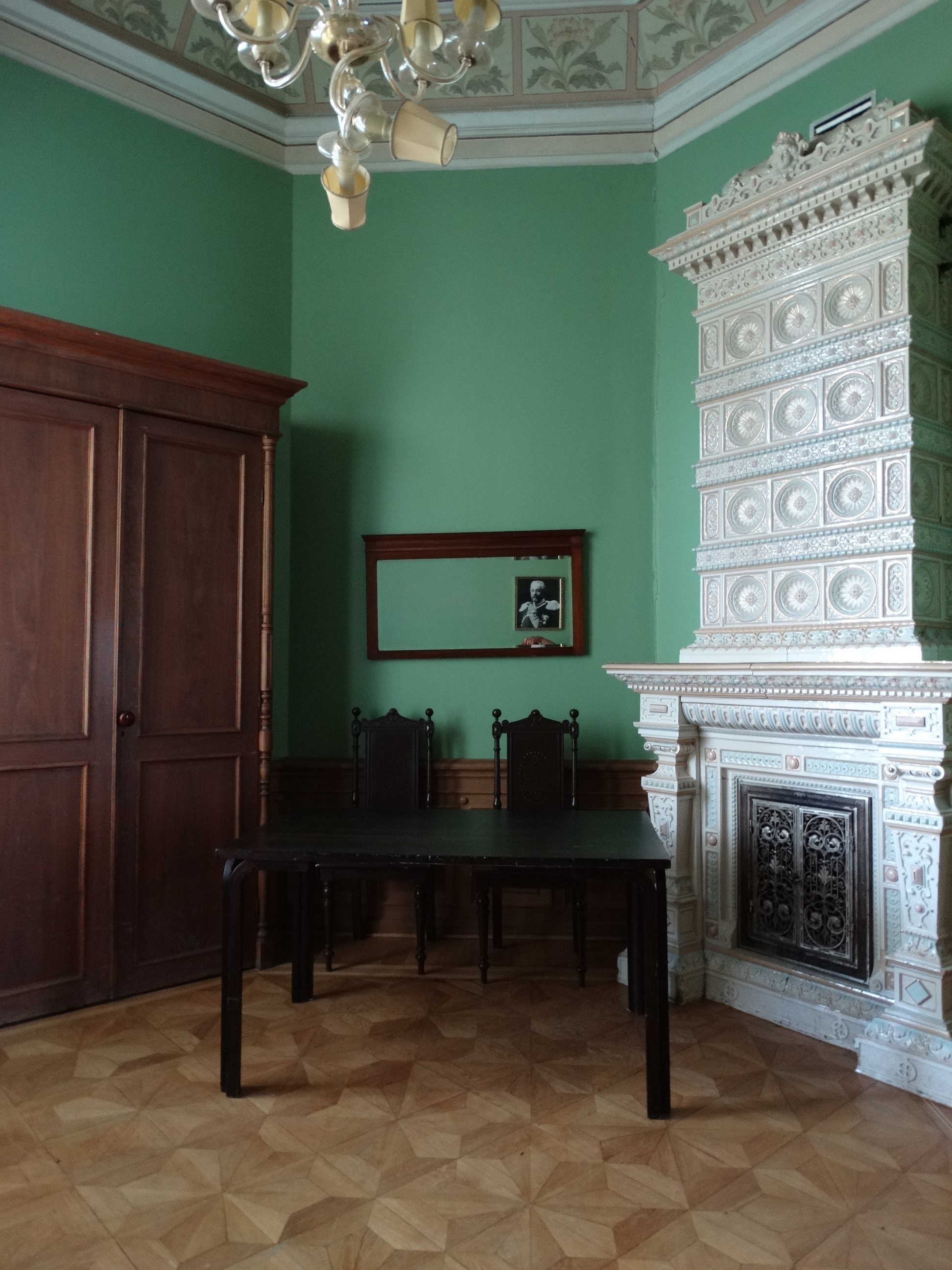
Coin d'une pièce.
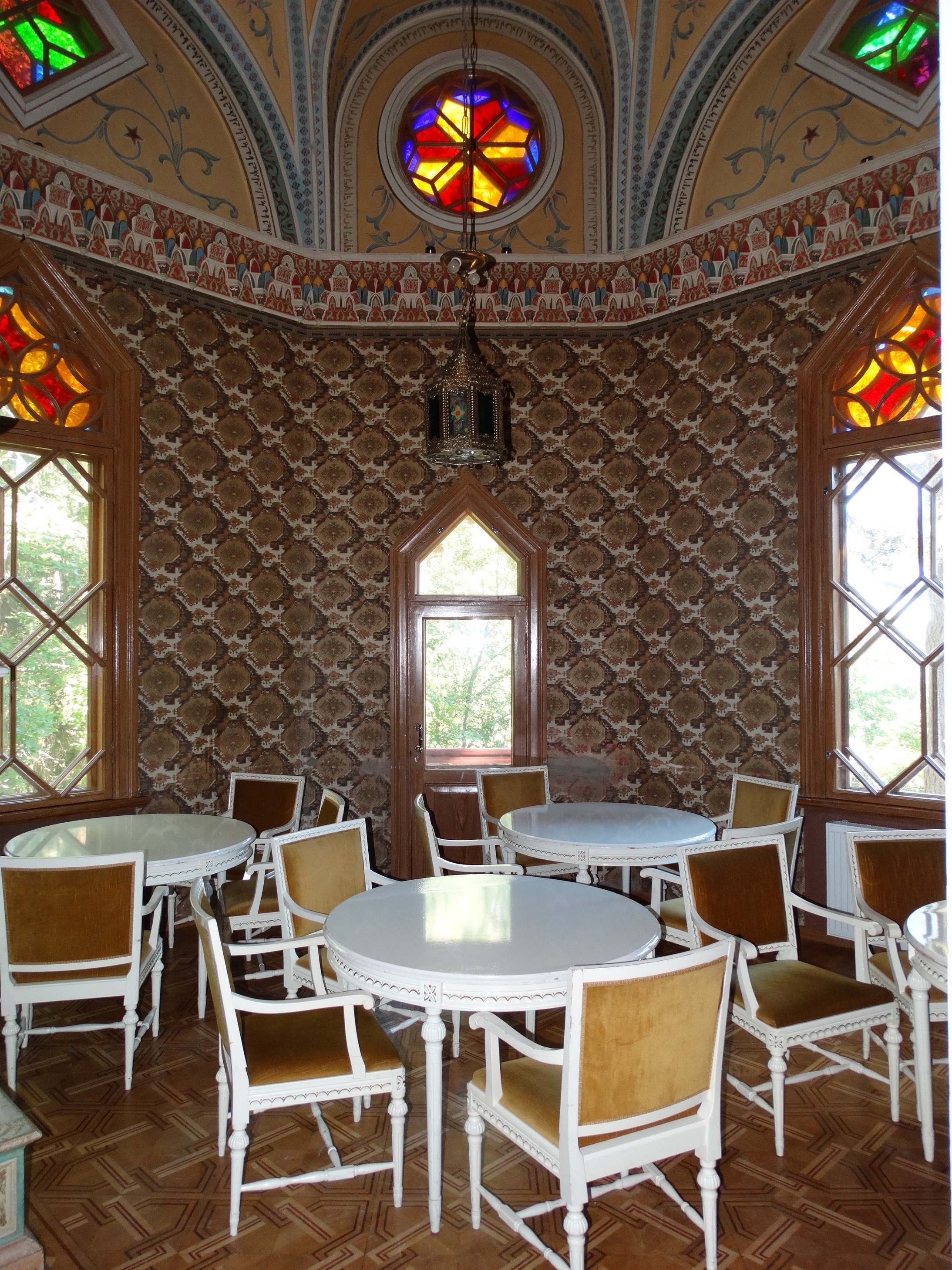
Chambre turque
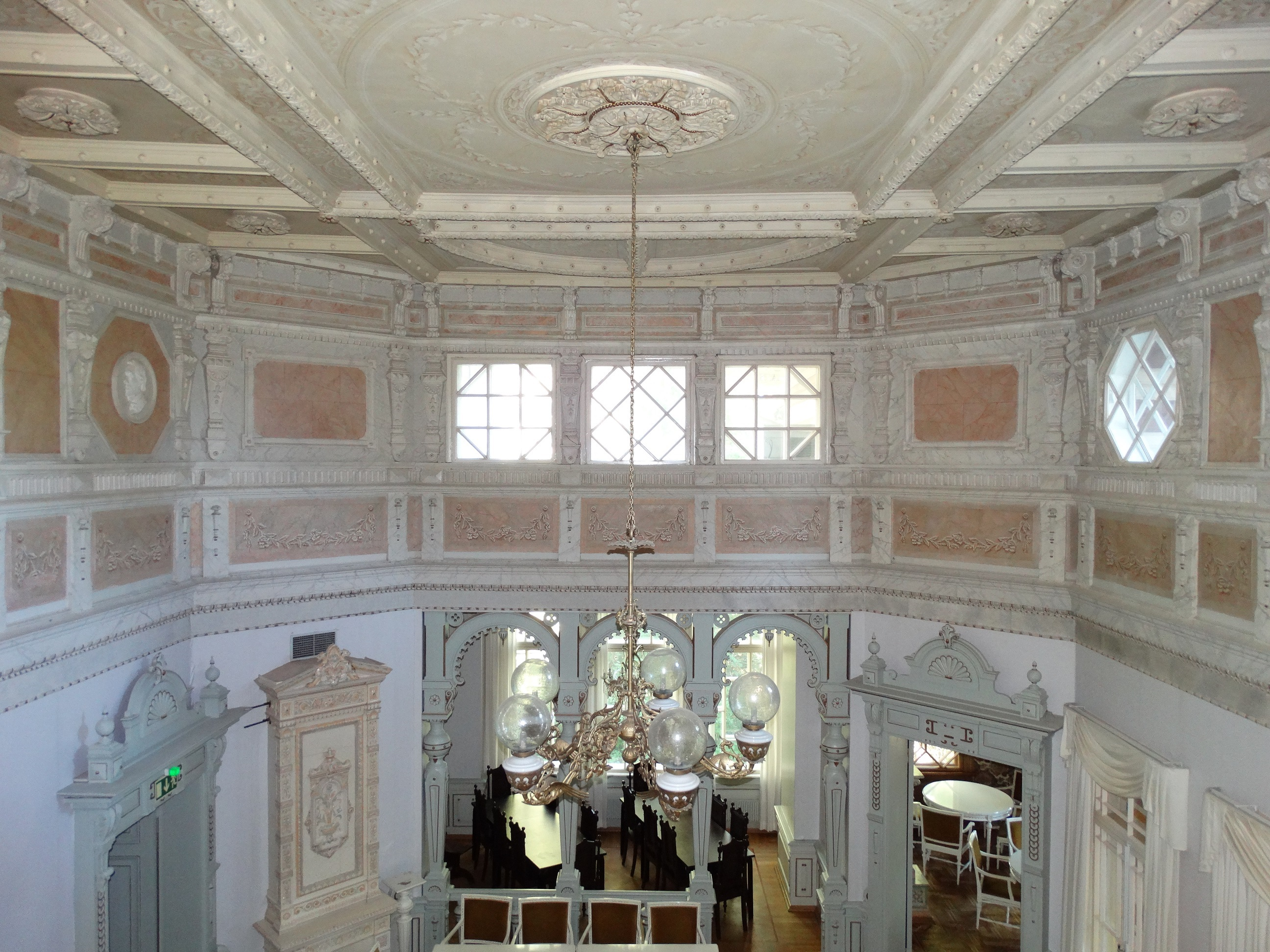
Salle des fêtes.

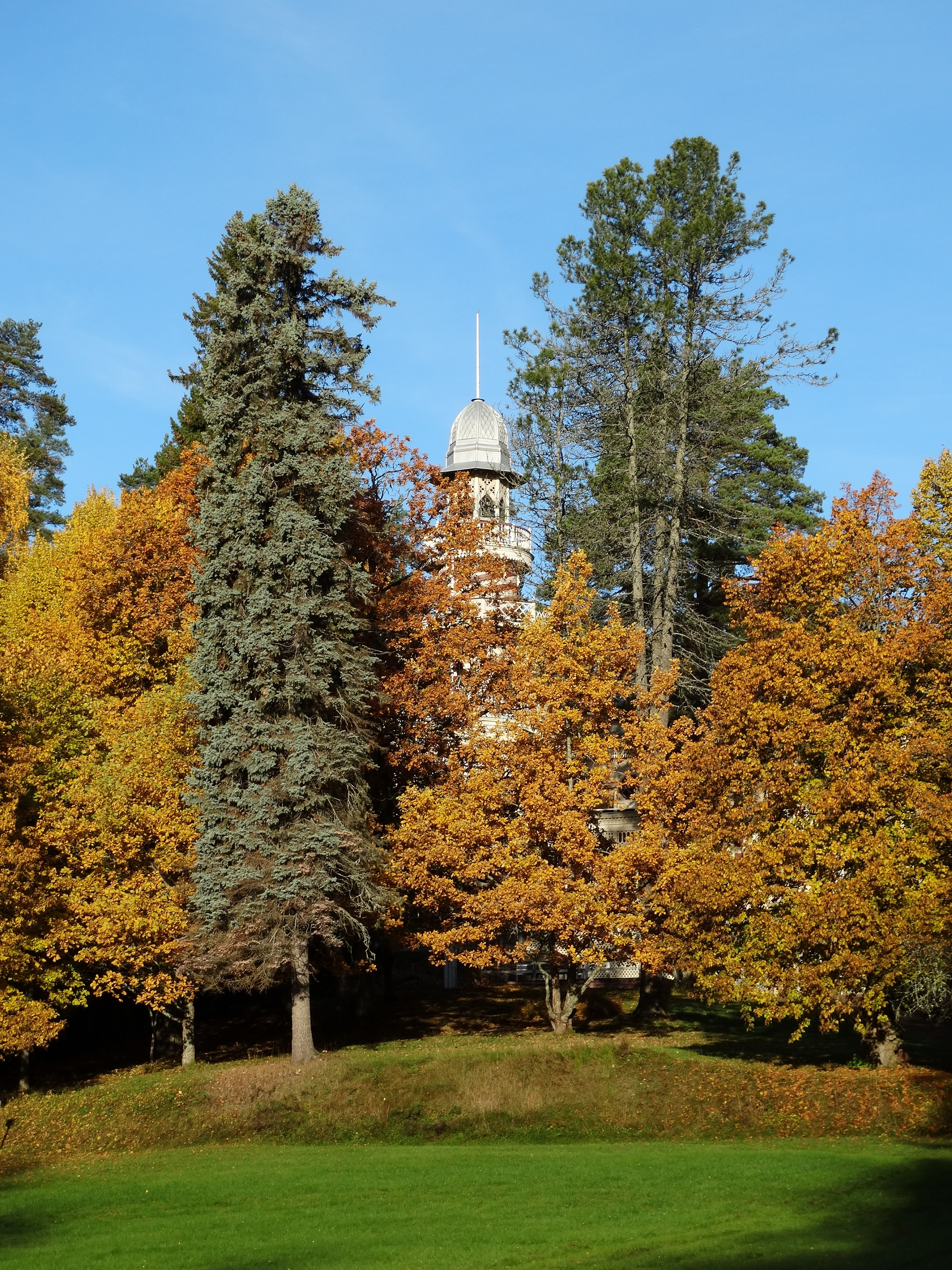
Rauhalinna en automne..
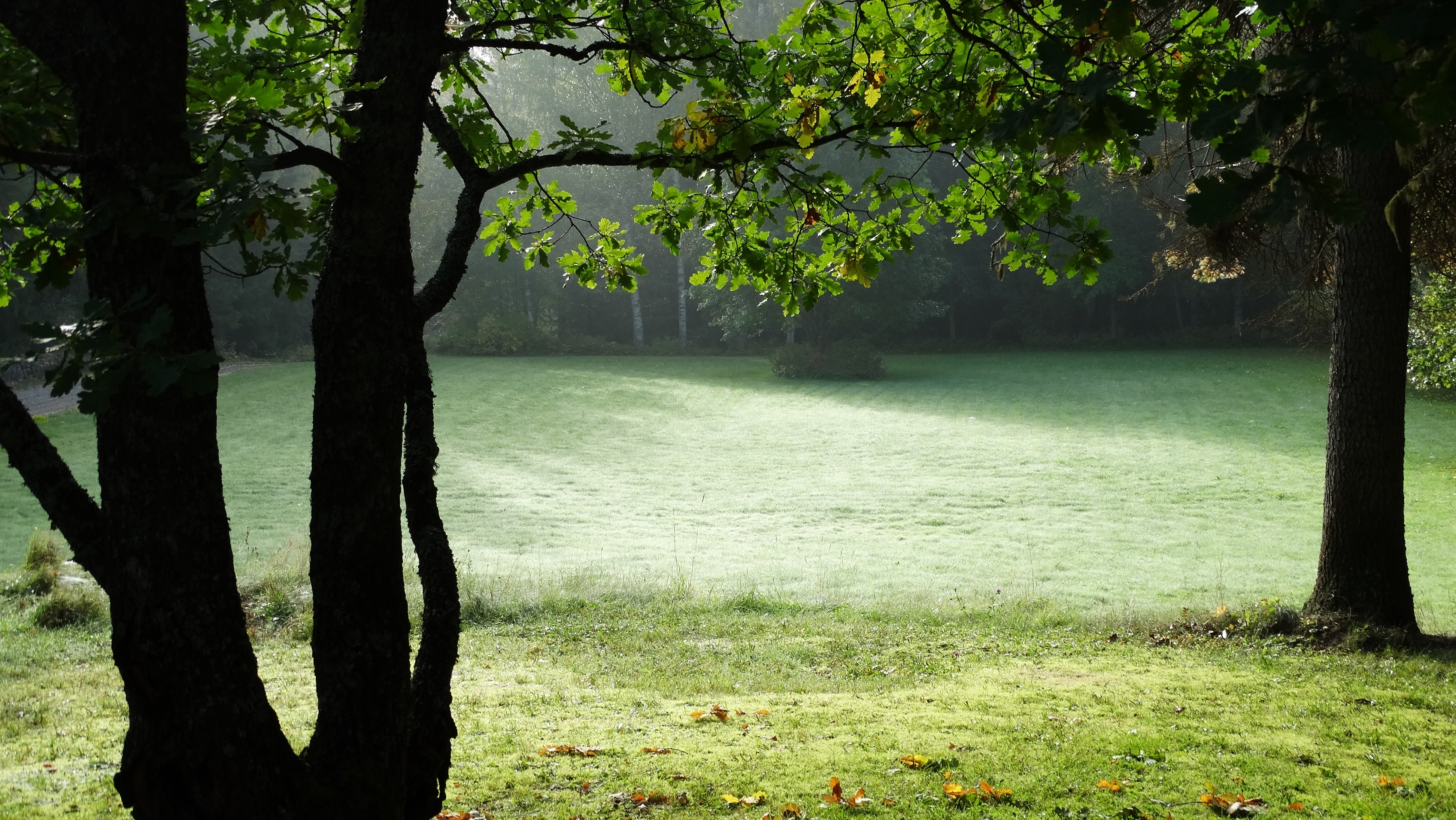
Arbres du parc.
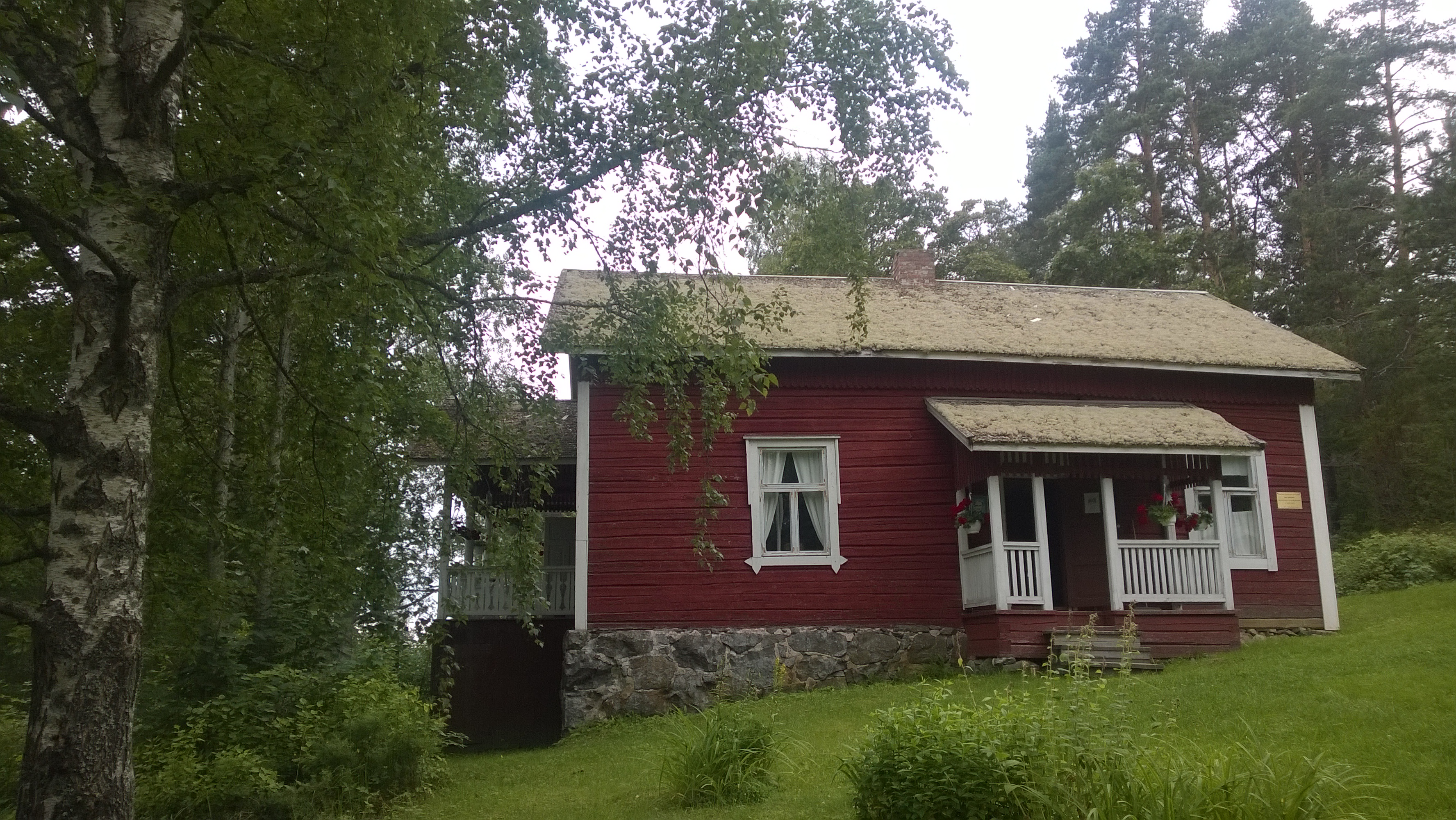
Putkinotko.